# Ram Narayan
Ram Narayan (Udaipur, 25 dicembre 1927 – Bandra, 9 novembre 2024) è stato un musicista indiano, virtuoso del sarangi.

## Biografia
Nel 2005 gli venne assegnato il Padma Vibhushan, la seconda più alta onorificenza civile indiana. 
Morì a Bandra il 9 novembre 2024 all'età di 96 anni.